# 出先拓也
出先 拓也（でさき たくや、1980年5月16日 - ）は日本の男性声優。東京俳優生活協同組合所属。広島県出身。

## 人物
俳協ボイスアクターズスタジオ第25期生。
声種はローバリトン。方言は広島弁。
特技は剣道（初段）。趣味はホラー映画観賞。
免許・資格は声とことばの磯貝メソッド認定正講師。

## 主な出演作品

### テレビアニメ
- 乃木坂春香の秘密（2008年、カメコE）
- ジュエルペット（2009年、宮本久志）
- 君のいる町（2013年、男子生徒、店のおじさん）
- ガーリッシュナンバー（2016年、監督・追畑、北映P）
- パズドラクロス（2016年、門番、ドミニオン龍喚士）

### OVA
- FREEDOM4（ジェームズ）

### Webアニメ
- アニメで分かる心療内科（2015年、オタクB、男D）

### ゲーム
- Tartaros-タルタロス-（ジャガー）
- プロミス・マスコットエージェンシー（2025年、マエダ町長、ヤマモトダイスケ）

### ドラマCD
- 転生しまして、現在は侍女でございます。（2020年、クーラウム国王[3]）※『転生しまして、現在は侍女でございます。0』ドラマCD付き書籍

### テレビ
- 偽りの花園（ラジオアナウンサー）
- タモリのジャポニカロゴス（再現V）
- ダンドリ。（ラジオアナウンサー）
- 熟年離婚回避スペシャル（再現V　ますだおかだの増田役）
- 美の壷（郵便配達員）
- 未来創造堂（再現V）